# Anna Katharina von Offen
Anna Katharina von Offen, född 1624, död 1702, var en tysk hovfunktionär. Hon var guvernant till Ernst Augusts och Sofia av Hannovers barn, bland dem Georg I av Storbritannien.
Anna Katharina von Offen var dotter till adelsmannen Jobst Bernhard von Offen (d. 1654) och Hedwig Werpup (d. 1656) och gifte sig med riksrådet och hästmästaren vid kurfurstens hov i Hannover, Christian Friedrich von Harling (1631–1724). 
Hon var anställd vid hovet i Hannover, där hon hade ansvar för barnen till Ernst Augusts och Sofia av Hannover, bland dem den senare Georg I av Storbritannien och Sofia Charlotta av Hannover. 
Under den tid Elisabet Charlotte av Pfalz levde i Hannover (1657-1663) var hon dennas guvernant. De behöll kontakten via brev i resten av livet, och "Madame d'Harling" omtalas i Liselottes brev och är mottagare av många av dessa. 
När hennes förra elev Sofia Charlotta av Hannover blev Preussens drottning, utnämndes von Offen år 1692 till guvernant för Preussens kronprins, senare preussiske kungen Fredrik Vilhelm I, tillsammans med den blivande brittiske kungen Georg II.